# Wasserturm der Stahlwerke Bochum

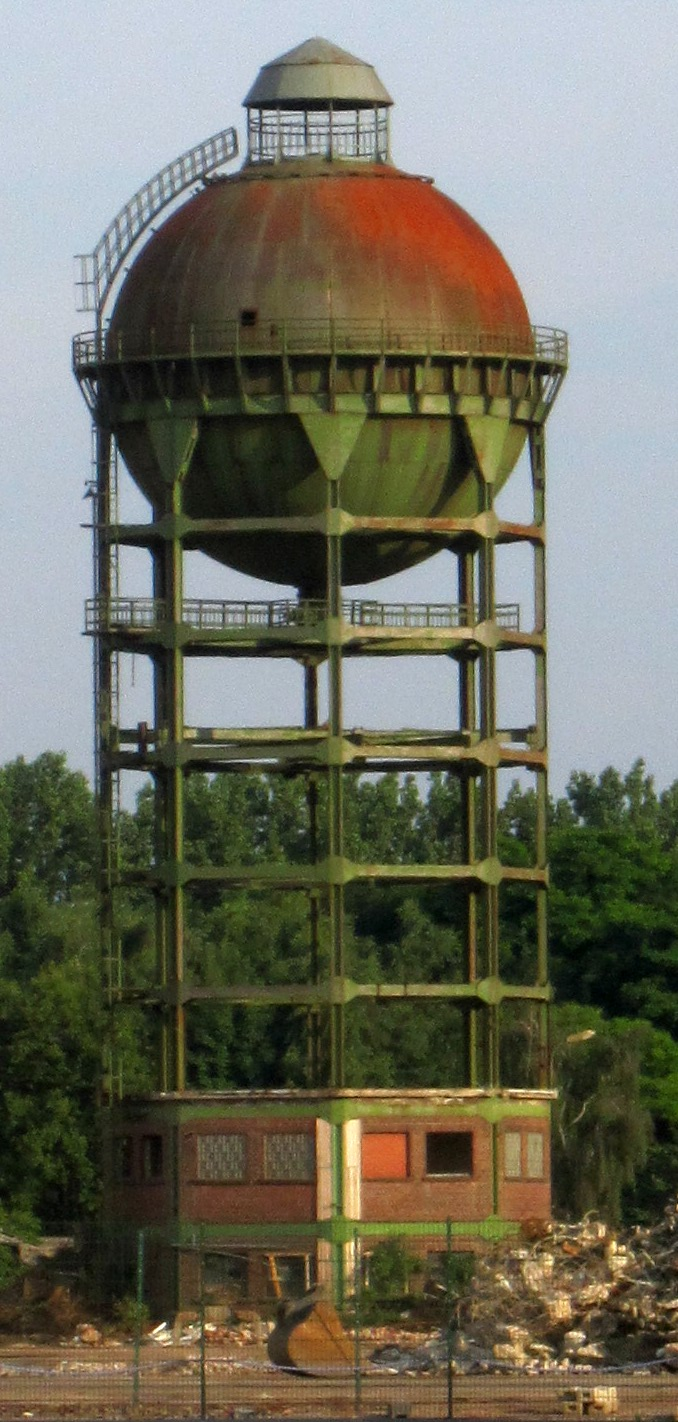
2012

Der Wasserturm der Stahlwerke Bochum war ein Wasserturm aus dem Jahr 1927. Er befand sich auf dem Gelände der Stahlwerke Bochum an der Castroper Straße in Bochum. Er war 38 m hoch. Es handelte sich um einen Kugelbehälter auf einem Standgerüst vom Typ Klönne.
Ab Juli 1991 wurde der Turm nicht mehr genutzt. Vier Jahre später gab es erste Restaurierungsarbeiten wegen des Rostbefalls. Die Kosten in Höhe von 57.800 DM wurden von Stadt, Land und aus Töpfen für die Denkmalpflege getragen.
Nachdem sich die Stahlwerke Bochum von Thyssen-Krupp gelöst hatten, beabsichtigte das Unternehmen eine Neugestaltung eines Teils der Werksflächen.
Der Turm wurde im August 2012 gesprengt. Es bedurfte dafür mehrerer Versuche.